# スジグロカバマダラ
スジグロカバマダラ（筋黒樺斑、学名：Salatura genutia）は、タテハチョウ科マダラチョウ亜科に属するチョウの一種。

## 特徴
オレンジ色の鮮やかな蝶。カバマダラに似るが、本種はオレンジ部分にかかる翅脈が黒く太くなることで容易に識別できる。雄は後翅裏中央の翅脈上に黒く丸い模様がある（性標）。体内に毒を保有しておりその危険性を知らせるためか非常にゆるやかに飛翔する。花に来ることが多く、タチアワユキセンダングサなどで吸蜜しているのを観察できる。疎林や草原などでよく見られ、密林や市街地にはいない。
幼虫はリュウキュウガシワ（キョウチクトウ科（旧分類ではガガイモ科））を食草とする。卵は葉の裏や花に1つずつ産みつけられる。幼虫時に体内に蓄積した有毒成分を成虫になってもなお持ち続け、鳥などの捕食者に同種が食われるのを防いでいるとされる。

## 分布

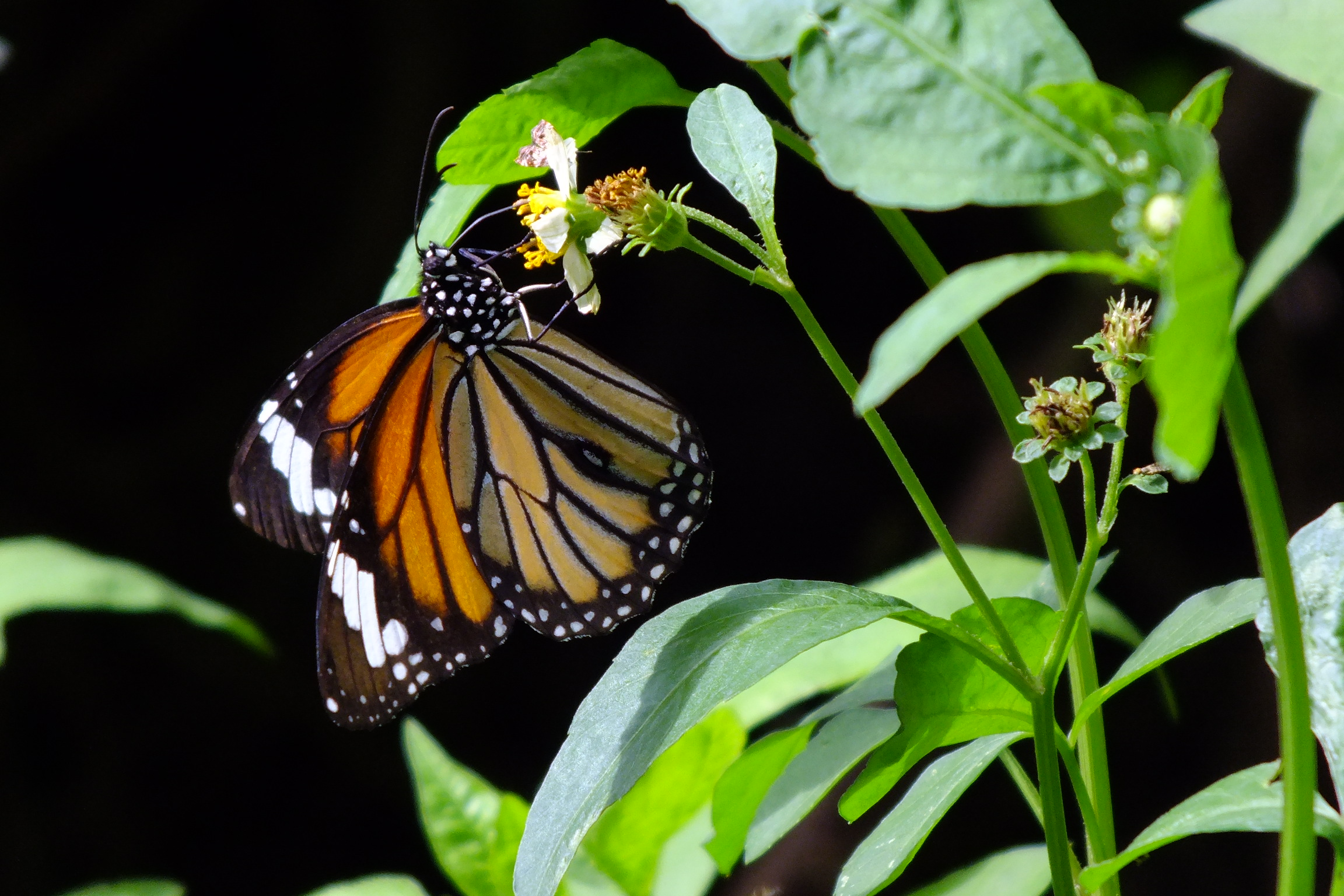
日本の生息域としては最南端の波照間島ペムチ浜のスジグロカバマダラ

国内では宮古島以南の南西諸島（1994～96年の記録）。温暖化や台風の目に乗って移動するなどで以北でも迷蝶として観察されることがある。越冬態は不定で周年発生。国外ではインド・オーストラリア区に分布。